# Zone Reality +1
Zone Reality +1 (dawniej Reality TV+1) – brytyjski, tematyczny kanał telewizyjny emitujący reality shows oraz telenowele/filmy dokumentalne. Jego właścicielem jest spółka Chello Zone (wcześniej ZoneMedia, Zone Vision). Jest to kanał swobodnie dostępny (FTA) z satelity Eurobird 1 (m.in. w języku angielskim). W polskiej wersji językowej jak do tej pory nie jest dostępny (w Polsce dostępny jest jedynie Zone Reality, czyli kanał podstawowy).